# Wilmerding, Pennsylvania
Wilmerding là một thị trấn thuộc quận Allegheny, tiểu bang Pennsylvania, Hoa Kỳ. Năm 2010, dân số của thị trấn này là 2190 người.